# Луценко, Анатолий Фёдорович
Анатолий Фёдорович Луценко (укр. Анатолій Федорович Луценко ; 17 февраля 1925, с. Саверцы УССР (ныне Попельнянский район, Житомирская область, Украина) — 19 октября 2002, пгт. Калита Броварский район Киевской области Украины) — советский и украинский поэт, художник, публицист. Член Национального союза писателей Украины (1996). Отличник образования Украины.

## Биография
В 1930-х годах семья Луценко была раскулачена и сослана в Сибирь. В 1941 году попал в фашистский концлагерь Освенцим, откуда с помощью членов французского Сопротивления бежал во Францию, где участвовал в борьбе с немецкими оккупантами в годы Второй мировой войны.
Позже в 1948 году окончил Киевское училище прикладного искусства, а 1972 году — Ленинградский Институт живописи, скульптуры и архитектуры.
Работал учителем прикладного искусства в школе пгт. Калита (ныне здесь действует его музей).

## Творчество
Автор 4-х альбомов пейзажей по 200 рисунков в каждом, занимался также графикой и иконописью. Расписал восстановленную Свято-Никольскую церковь в Калите.
Поэт. В своих стихах стремился передать судьбу родного края и села. Основные темы творчества А. Луценко — образ матери, который сопровождал его через все круги ада, и образ матери-Украины, которая дала ему вдохновение жить и творить. Стихи поэта «горько-огненные», поражают своей правдивостью.
Автор сборников поэзии
- «Сльози і пам’ять» (1992),
- «Живиця отчої землі» (1993),
- «Живучий пломінь» (1993),
- «На моїм порозі» (1994),
- «Овогненне життя» (1994),
- «Максимове джерело» (1995),
- «Із пекла в пекло» (1996),
- «Кущиста рунь» (1997),
- «Вседоля» (1999),
- «Неповторні відтінки» (2000),
- «Глибиною серця» (2001) и др.

Все книги автора вышли в собственном художественном оформлении.
В периодике опубликовал ряд литературно-исследовательских работ о творчестве Н. Костомарова, М. Рыльского, Леси Украинки, Т. Шевченко и др.

## Награды
- Премия имени Григория Сковороды (1971)
- Всеукраинская премия имени Ивана Огиенко (2001).

## Память
В 2016 году в Броварах именем А. Луценко названа улица.